# Zabruzdy
Zabruzdy – wieś sołecka w Polsce, położona w województwie mazowieckim, w powiecie garwolińskim, w gminie Miastków Kościelny.
| SIMC    | Nazwa  | Rodzaj    |
| ------- | ------ | --------- |
| 0681052 | Sośnia | część wsi |

W latach 1975–1998 wieś administracyjnie należała do województwa siedleckiego.
Wieś szlachecka Zabrozdy położona była w drugiej połowie XVI wieku w powiecie garwolińskim  ziemi czerskiej województwa mazowieckiego. 
Wierni Kościoła rzymskokatolickiego należą do parafii Nawiedzenia Najświętszej Maryi Panny w Miastkowie Kościelnym.